# Christliche Wissenschaftler im Orient
Viele Christen wirkten schon vor der islamischen Expansion als Wissenschaftler in Nahost und Nordafrika. So wurden von ihnen viele philosophische und wissenschaftliche Werke in griechischer Sprache zunächst in das Aramäische übersetzt. Die Vielsprachigkeit der Absolventen der christlichen Institutionen (Aramäisch, Griechisch, Latein, Arabisch bzw. verschiedene Liturgiesprachen), bedeutete einen großen Vorteil.
In der Akademie von Gundischapur waren vor allem christliche Wissenschaftler als Mediziner tätig. Gabriel ibn Bochtischu etwa war Mitglied einer Familie, die über acht Generationen Mediziner hervorbrachte. Für das Haus der Weisheit wurden von Christen, unter anderem Hunayn ibn Ishaq, viele hellenistische Werke aus dem Aramäischen oder Griechischen in die Arabische Sprache übersetzt.
Die Forschung über den Einfluss der griechischen Antike auf die arabische Wissenschaft und Kultur bildet unter dem Namen Graeco-Arabistik einen Schwerpunkt. Dabei nehmen orientalische Christen (unter anderem als Wissenschaftler und Kulturschaffende) einen wichtigen Platz ein.

## Liste von christlichen Wissenschaftlern in der Geschichte

### Arabische Wissenschaft und Wissenschaftler
Mediziner
- Cosmas und Damian (? bis 303), syrische Ärzte, Zwillingsbrüder
- Aëtios von Amida (* 502 in Amida; † 575 in Konstantinopel), Arzt, Autor
- Hunayn ibn Ishaq (808 bis 873), irakischer Mediziner und Übersetzer
- Gregorius Bar-Hebraeus, 13. Jahrhundert, Theologe und Arzt
- Ibn Tufail, Mediziner von Ahmad ibn Tulun (835 bis 884)
- Said ibn Batriq, Mediziner des Kalifen al-Qahir (932 bis 934), Batriq wurde auch zum Leiter der christlichen Gemeinschaft in Ägypten ernannt
- Yahya ibn Adi Abu Zakariyya (893–974), jakobitischer Christ, Philosoph
- Abu Bischr († 940 Bagdad), jakobitischer Christ, Philosoph
- Yuhanna ibn Haylan (9. Jahrhundert), jakobitischer Christ, Philosoph
- Ibrahim al-Marwazi (9. Jahrhundert aus Merw, Turkmenistan), nestorianischer Christ, Mediziner und Philosoph
- Qusta ibn Luqa al-Ba'labakki (9. Jahrhundert aus Baalbeck), libanesischer Christ, Mediziner, Autor von 55 Büchern (Übersetzungen und eigene zur Medizin)[1]
- Ibn Butlan (11. Jahrhundert aus Bagdad), christlich-nestorianischer Arzt. Verfasser des medizinischen Werkes Taqwim es-sihha (lat. Tacuinum sanitatis)

### Armenische Wissenschaft und Wissenschaftler
- Anania Schirakatsi (610 bis 685), armenischer Gelehrter, Mathematiker und Geograph

### Byzantinische Wissenschaft und Wissenschaftler
Mathematiker, Physiker
- Isidor von Milet (442 bis 537)
- Anthemios von Tralleis (6. Jahrhundert)
- Leon der Mathematiker, (9. Jahrhundert) Mathematiker, Philosoph und Gelehrter

Chemiker
- Zosimos von Panopolis (350 bis 420), Alchemist (aus Koptos, Ägypten)
- Kallinikos aus Heliopolis 7. Jahrhundert, Alchemist, Architekt, Erfinder (griech. Feuer) (aus Emesa, Syrien)

Mediziner
- Aëtios von Amida (* 502 in Amida; † 575 in Konstantinopel) Arzt, Autor
- Alexandros von Tralleis (525 bis 605)
- Stephanos (6./7. Jahrhundert)
- Theodorus Priscianus (6. Jahrhundert)
- Nikolaos Myrepsos (14. Jahrhundert)
- Symeon Seth (11. Jahrhundert)
- Paulos von Aigina (7. Jahrhundert)
- Johannes Aktuarios (um 1275 bis nach 1328), byzantinischer Arzt

Universalgelehrte
- Michael Psellos (1018 bis 1081)
- Maximus Planudes (1255 bis 1310)
- Manuel Chrysolaras (1350 bis 1415)

Institutionen (siehe auch Kategorie Historische Universität)
- Universität von Konstantinopel
- Akademie von Mangana

### Georgische Wissenschaft und Wissenschaftler
- Ioann Petricci, (12. Jahrhundert)
- Arsen Ikaltoeli, (12. Jahrhundert)

Institutionen (siehe auch Kategorie Historische Universität)
- Akademie von Gelati
- Akademie von Ikalto

andere

### Persische Wissenschaft und Wissenschaftler
Mediziner
- Gabriel ibn Bochtischu († 828), persischer Mediziner und Förderer von Übersetzungen
- Schapur ibn Sahl, (9. Jahrhundert), Mediziner
- Burzoe, (6. Jahrhundert) Mediziner und Chefarzt von Khosrau I.
- Yuhanna ibn Masawaih (* um 777, † um 857), persischer Arzt und Schriftsteller
- Gabriel von Schiggar Zu Beginn des 7. Jahrhunderts wirkender Arzt im Sassanidenreich.

Institutionen (siehe auch Kategorie Historische Universität)
- Akademie von Gundischapur
- Haus der Weisheit
- Schule von Edessa

## Neuzeit
Über christliche Ausbildungsinstitutionen im Nahen Osten gelangten nicht wenige, etwa nach weiterführenden Studien (Promotion und Post-Doc), nach Europa und Nordamerika. Davon sind einige Wissenschaftler wieder in ihre Heimatländer zurückgekehrt, die Bedingungen sind jedoch sehr unterschiedlich. Die wissenschaftliche Arbeit im Nahost und Nordafrika erlaubt meist nur angewandte Forschung.
Viele orientalische Christen aus der Neuzeit wurden durch Vertreibung, Verfolgung und durch Kriege zur Emigration gezwungen. Heute ist ein großer Teil von ihnen in Europa und Nordamerika an Universitäten, in Forschungszentren und Kliniken zu finden. Speziell im Westen ist ihnen (im Gegensatz zu ihrer Heimat) vermehrt Grundlagenforschung möglich.

### Liste von christlichen Wissenschaftlern im Nahost
- Raouf Salama Moussa (1929–2006), Bakteriologe an der Universität Alexandria sowie Nestlé Forschungszentrum bis 1978 danach Verleger und Herausgeber
- Michel Sabbah (* 1933), Theologe, Universitätspräsident und Patriarch
- Georges Bahr, Mikrobiologe (Universität Balamand)
- Jad Hatem (* 1952), Philosoph, Theologe und Literat (Universität Saint Joseph)
- Hanan Aschrawi (* 1946), Anglistin und Politikerin
- Sumaya Farhat-Naser (* 1948), Biologin und Friedensaktivistin
- Antoine Nachanakian (* 1949), Neurochirurg
- Ghassan Andoni (* 1956), Physiker und Friedensaktivist
- André Megarbane (* 1963), Genetiker (Universität Saint Joseph)

### Liste von christlichen Wissenschaftlern im Ausland
- George Hatem (1910–1988), Arzt und Gesundheitsbeauftrager in China
- Philip Khuri Hitti (1886–1978), Islamwissenschaftler
- Michael Ellis DeBakey (1908–2008) eigentlicher Name Dabaghi, US-amerikanischer Herzchirurg libanesischer Abstammung
- Lili Sahakyan, kognitive Psychologin
- George Adomian (1922–1996), Mathematiker
- Adel Theodor Khoury (1930–2023), Theologe und Islamwissenschaftler
- Boris Artashesovich Babaian (* 1933), Informatiker
- Estiphan Panoussi (* 1935) orientalischer Philologe und Aramäist aus dem Iran
- Edward Said (1935–2003), Literaturkritiker palästinensischer Herkunft (Konzept des „Orientalismus“)
- Raif Georges Khoury (1936–2017), Arabist und Islamwissenschaftler
- Robert Nalbandyan (* 1937), Chemiker
- Charles Elachi (* 1947), Direktor Nasa JET
- Nassim Nicholas Taleb (* 1960), Finanzmathematiker, Epistemologe und Essayist